# 丹妮爾·范德東克
丹妮爾·范德東克（荷蘭語：Daniëlle van de Donk，1991年8月5日—）是荷蘭職業女子足球運動員，司職中場，現效力英格蘭女子足球超級聯賽球隊倫敦城雌獅以及荷蘭國家女子足球隊。她曾代表荷蘭參加2017年歐洲女子足球錦標賽獲得冠軍，以及在2019年國際足協女子世界盃獲得亞軍。
范德東克在女子荷甲的威廉二世足球俱樂部開啟職業生涯，先後曾效力VVV-芬洛和PSV燕豪芬。2015年，她旅外至瑞典女超的科帕堡/哥德堡足球俱樂部；同年11月，范德東克轉會至女子英超球隊兵工廠，她在該隊度過了6個賽季，幫助隊伍奪得各一次英超聯賽冠軍、足總盃冠軍以及聯賽盃冠軍。2021年6月，范德東克與女子法甲勁旅奧林匹克里昂簽下2年合約，在她效力里昂的期間已獲得1次歐冠冠軍、3次法甲聯賽冠軍、1次法國盃冠軍以及2次法國超級盃冠軍。

## 個人生活
范德東克和前兵工廠隊友貝絲·米德曾經交往過一段期間。2024年1月1日，她與交往一年半的女友兼奧林匹克里昂隊友艾莉·卡本特訂婚，兩人於2025年6月結婚。

## 外部連結
- 丹妮爾·范德東克 （页面存档备份，存于）在皇家荷蘭足球協會（荷蘭語）
- 丹妮爾·范德東克 （页面存档备份，存于）在兵工廠女子足球俱樂部
- 丹妮爾·范德東克在瑞典足球協會（瑞典語）
- 丹妮爾·范德東克 – FIFA國際賽競賽紀錄 (存檔)
- 丹妮爾·范德東克－UEFA國際賽競賽紀錄
- Soccerway資料庫：丹妮爾·范德東克
- 丹妮爾·范德東克在Olympedia的个人资料和比赛数据
- 丹妮爾·范德東克在Olympics.com的个人资料和比赛数据
- 丹妮爾·范德東克的Instagram帳戶